# Thomas Knuth-Winterfeldt
Thomas greve Knuth-Winterfeldt (født 25. maj 1979) er en dansk skuespiller.
Knuth-Winterfeldt er barnebarn af maleren, grev Preben Knuth-Winterfeldt, opvokset i Hadsten og uddannet fra Statens Teaterskole i 2005. 

## Filmografi
- Kunsten at græde i kor (2007)
- To verdener (2008)